# Extr@

extr@는 영국 채널 4에서 2002년에서 2004년까지 제작한 어학교육용 프로그램이다. 《프렌즈》 풍의 시트콤 형식을 갖고 있다. 영어, 프랑스어, 독일어, 스페인어 네 가지 언어로 제작되었다.
영어 버전은 총 30개 에피소드가 있으며, 나머지 언어들은 13개 에피소드가 있다. 이 13개 에피소드의 내용은 영어 버전 1-13화의 내용과 동일하고 언어만 다르다.
아르헨티나인 헥토르(영어)/미국인 샘(나머지)은 영어/해당 언어를 매우 기초적인 수준만 아는 외국인으로서, 펜팔 친구인 브리짓(영어)/사차(프랑스어)/사샤(독일어)/롤라(스페인어)와 함께 지내러 입국한다. 브리짓/사차/사샤/롤라의 룸메이트로 애니(영어)/아니(프랑스어)/아나(독일어, 스페인어)가 있으며, 이들의 아파트 복도 맞은편 집에 닉(영어)/니코(프랑스어)/니크(독일어)/파블로(스페인어)가 산다. 애니/아니/아나는 닉/니코/니크/파블로를 좋아하지만 닉/니코/니크/파블로는 브리짓/사차/사샤/롤라를 좋아한다. 이런 환경에서 헥토르/샘이 짧은 어학 실력 때문에 좌충우돌하는 코미디로 극이 진행된다.
2005년 한국교육방송공사에서 《런던 친구들》이라는 제목으로 영어 버전을 수입해서 EBS 플러스 2에서 방영했다.

## 출연진
| 영어                               | 프랑스어                       | 독일어                         | 스페인어                                    |
| ---------------------------------- | ------------------------------ | ------------------------------ | ------------------------------------------- |
| 하비에르 마르산 - 헥토르 로메로 역 | 로렌스 레이 - 샘 스콧 역       | 로렌스 레이 - 샘 스콧 역       | 로렌스 레이 - 샘 스콧 역                    |
| 줄리 버크필드 - 애니 테일러 역     | 마리 코르디요 – 아니 역        | 브리타 베커 – 아나 슈미트 역   | 첼리아 메이라스 – 아나 역                   |
| 애비 심슨 – 브리짓 에반스 역       | 바네사 세두 – 사차 퐁텐 역     | 레온티네 하스 – 사샤 마이어 역 | 바네사 오테로 – 롤라 카노 역                |
| 토비 월튼 – 닉 제섭 역             | 장펠릭스 칼랭 – 니코 뒤부아 역 | 프랑크 브루네트 – 니크 뮐러 역 | 하비에르 마르산 – 파블로 아란다 가르시아 역 |